# Clutch (album)
Clutch – piąty album zespołu Clutch, wydany w maju 1995 roku przez East West Records i Atlantic Records. Jest najlepiej sprzedającym się albumem zespołu; w USA sprzedało się ponad 200 000 kopii.

## Lista utworów
| 1 .  | Big News I                           | 5:13  |
|      |                                      |       |
| 2 .  | Big News II                          | 2:23  |
|      |                                      |       |
| 3 .  | Rock n' Roll Outlaw                  | 2:59  |
|      |                                      |       |
| 4 .  | Texan Book of the Dead               | 2:57  |
|      |                                      |       |
| 5 .  | Escape from the Prison Planet        | 4:53  |
|      |                                      |       |
| 6 .  | Spacegrass                           | 6:33  |
|      |                                      |       |
| 7 .  | I Have the Body of John Wilkes Booth | 4:27  |
|      |                                      |       |
| 8 .  | Tight Like That                      | 4:49  |
|      |                                      |       |
| 9 .  | Animal Farm                          | 2:01  |
|      |                                      |       |
| 10 . | Droid                                | 4:43  |
|      |                                      |       |
| 11 . | The House That Peterbilt             | 3:32  |
|      |                                      |       |
| 12 . | 7 Jam                                | 6:18  |
|      |                                      |       |
| 13 . | Tim Sult vs. The Greys               | 4:11  |
|      |                                      |       |
|      |                                      | 54:59 |
|      |                                      |       |
Japońska edycja albumu zawiera bonusowy utwór "Apache".

## Udział przy tworzeniu
- Neil Fallon – wokalista, gitara elektryczna, Perkusja
- Tim Sult – gitary
- Jean Paul Gaster – bębny, perkusja
- Dan Maines – gitara basowa
- Richard Morel – organy (utwory 5, 7, 12 & 13)
- Larry Packer (Uncle Punchy) -produkcja, miksowanie (utwory 3 i 8)
- Greg Calbi – Mastering
- Dan Winters – zdjęcia

## Pozycje na listach
Album
| Rok  | Lista           | Pozycja |
| ---- | --------------- | ------- |
| 1995 | Top Heatseekers | #33     |